# Génos, Hautes-Pyrénées
Génos är en kommun i departementet Hautes-Pyrénées i regionen Occitanien i sydvästra Frankrike. Kommunen ligger i kantonen Bordères-Louron som tillhör arrondissementet Bagnères-de-Bigorre. År 2022 hade Génos 132 invånare.

## Befolkningsutveckling
Antalet invånare i kommunen Génos
| Referens: INSEE |